# Stora Korpimäki
Stora Korpimäki är ett berg och ett naturreservat på 1 903 hektar i Orsa Finnmark i Dalarna (Gävleborgs län). Naturreservatet stiftades 1990, har utökats i två omgångar 2003 respektive 2009, och omfattar numera även delar av bergen Stora Digerberget, Lilla Digerberget, Palomäki samt Harjamäki.
I reservatet finns två väl utmärkta promenadstigar: Utsikts-slingan och Trubbingen-slingan. Utsikts-slingan är ca 1 km och går från östra parkeringen upp på Stora Korpimäkis topp. Trubbingen-slingan är ca 4 km lång, nås från västra parkeringen, och sträcker sig runt sjön Trubbingen.
Stora Korpimäkis topp, även benämnd Stora Korpmägg, är Gävleborgs läns högsta punkt på 711 meter över havet.